# 1976-os magyar öttusabajnokság
Az 1976-os magyar öttusabajnokságot szeptember 25. és 29. között rendezték meg. A viadalt Kancsal Tamás nyerte meg, akinek ez volt a második egyéni bajnoki címe. A csapatversenyt a Bp. Honvéd nyerte.

## Eredmények

### Férfiak

#### Egyéni
| Hely | Név                | Klub          | Eredmény |
| ---- | ------------------ | ------------- | -------- |
| 1.   | Kancsal Tamás      | Bp. Honvéd    | 5238     |
| 2.   | Balogh István      | MAFC          | 5157     |
| 3.   | Horváth László     | Újpesti Dózsa | 5065     |
| 4.   | Sasics Szvetiszláv | Bp. Honvéd    | 5023     |
| 5.   | Maracskó Tibor     | Csepel SC     | 4928     |
| 6.   | Borlai György      | Csepel SC     | 4922     |
| 7.   | Bakó Pál           | Bp. Honvéd    | 4900     |
| 8.   | Kelemen Péter      | Újpesti Dózsa | 4877     |
| 9.   | Szíjj Károly       | Bp. Honvéd    | 4860     |
| 10.  | Déri Árpád         | Csepel SC     | 4788     |

#### Csapat
| Hely | Név                                               | Klub                  | Eredmény |
| ---- | ------------------------------------------------- | --------------------- | -------- |
| 1.   | Sasics Szvetiszláv, Bakó Pál, Kancsal Tamás       | Bp Honvéd             | 15 045   |
| 2.   | Maracskó Tibor, Déri Árpád, Villányi Zsigmond     | Csepel SC             | 14 601   |
| 3.   | Szombathelyi Tamás, Kelemen Péter, Horváth László | Újpesti Dózsa         | 14 592   |
| 4.   |                                                   | Székesfehérvári Volán | 13 651   |
| 5.   |                                                   | MAFC                  | 13 023   |
| 6.   |                                                   | Pécsi MSC             | 11 464   |